# Kurt Blome
Pour les articles homonymes, voir Blome.
Kurt Blome (31 janvier 1894 - 10 octobre 1969) est un scientifique nazi de haut rang.

## Biographie
Après l'école primaire et le lycée à Dortmund, Blome obtient son baccalauréat en 1912 et étudie ensuite la médecine dans les universités de Göttingen, Münster, Giessen et Rostock. A Göttingen, il devient membre de la Burschenschaft Holzminda (de) en 1912. Au semestre d'été 1914, il se rend à Rostock, où il commence son service militaire le 1er avril 1914 en tant que volontaire d'un an dans le 90e régiment de fusiliers (de) et participe par la suite à la Première Guerre mondiale du 2 août 1914 jusqu'en 1918, principalement en tant que lieutenant dans le 75e régiment d'infanterie (de). En dernier lieu, il est lieutenant de réserve et chef de bataillon adjoint. Décoré pour son action des deux classes de la croix de fer, de la croix de chevalier de l'Ordre de Hohenzollern avec épées ainsi que de l'Insigne d'or des blessés, il vit la fin de la guerre dans un hôpital militaire à Brême,. À partir de 1919, il poursuit temporairement ses études de médecine à Münster et à Giessen.
En 1935, il devient directeur de l'école de médecine d'Alt Rehse. En 1939, il est nommé adjoint de Leonardo Conti. En 1941, il entre au Conseil de recherche du Reich pour les recherches sur le cancer. Il avoua à des interrogateurs américains, en 1945, qu'il avait expérimenté des vaccins contre la peste sur des prisonniers de camps de concentration, afin de créer une arme utilisant cette maladie. Acquitté en août 1947 lors du procès des médecins à Nuremberg pour extermination de prisonniers malades et expériences conduites sur des êtres humains, il fut récupéré par la JIOA deux mois après son acquittement et interrogé à Camp David, au Maryland, au sujet de ses expériences scientifiques. Dans le cadre de l'opération Paperclip, Blome fut intégré dans la United States Army Chemical Corps pour travailler à l'élaboration d'armes chimiques et biologiques.